# Stena Superfast VIII
Lo Stena Superfast VIII è un traghetto appartenente alla compagnia di navigazione Stena Line.

## Servizio
Varato il 28 novembre 2000 nel cantiere navale Howaltswerke Deutsche Werft AG di Kiel con il nome di Superfast VIII e consegnato l'11 luglio 2001 alla Superfast Ferries, il traghetto entrò in servizio il 17 luglio dello stesso anno nei collegamenti tra Rostock ed Hanko.
Il 9 novembre 2004, durante un'esercitazione di salvataggio, una scialuppa cadde dalla nave, ferendo tre membri dell'equipaggio.
Il 21 marzo 2006, con il passaggio delle linee Superfast Ferries nel mar baltico all' operatore estone Tallink venne venduto insieme ai gemelli Superfast VII e Superfast IX a tale compagnia, alla quale venne consegnato il 10 aprile. Il 17 aprile prese servizio nei collegamenti tra Rostock, Paldiski e Hanko.
Nel giugno del 2006 lo scalo a Paldiski venne soppresso.

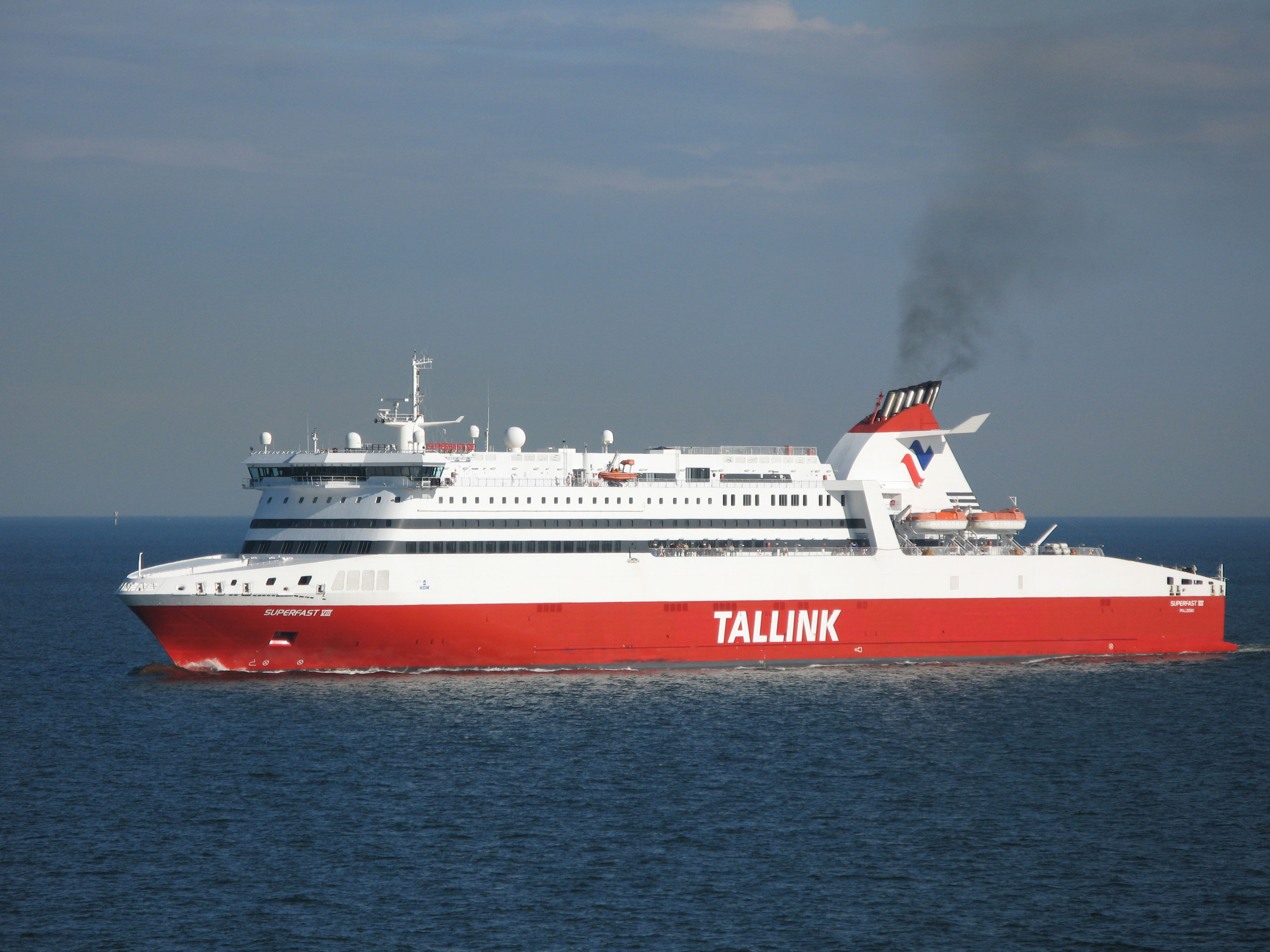
Il Superfast VIII in navigazione.

Nel dicembre del 2006 prese servizio nei collegamenti tra Hanko e Paldiski, continuando tuttavia ad operare anche sulla rotta Hanko-Rostock.
Nel 2007 alla nave venne applicata la regolare livrea Tallink, in luogo della precedente "Superfast Operated By Tallink"
Il 1º gennaio 2007 venne trasferito sulla Helsinki-Rostock.
Dall'11 gennaio 2007 operò anche nei collegamenti tra Helsinki e Tallinn.
Dal 5 al 12 aprile 2007 operò solo sulla Helsinki-Tallinn, Tornando dal giorno successivo a fare scalo intermedio a Rostock.
Dal 1º settembre 2008 operò solo nei collegamenti tra Helsinki e Rostock.
Il 24 dicembre 2009 venne disarmato a Kopli.
Dal 18 al 29 marzo 2010 operò nei collegamenti tra Helsinki e Tallinn, venendo disarmato il giorno seguente nello scalo estone.
Dal 30 aprile al 23 dicembre 2010 operò nei collegamenti tra Rostock ed Helsinki. Successivamente venne disarmato a Tallinn.
Il 7 marzo 2011 ne venne annunciato il noleggio per 4 anni alla Stena Line insieme al gemello Superfast VII.
Dal 3 aprile al 12 agosto 2011 operò nei collegamenti tra Helsinki e Rostock.
Il 22 agosto 2011 venne trasferito in cantiere a Danzica, venendo ribattezzato Stena Superfast VIII. Il 21 novembre prese servizio nei collegamenti tra Belfast e Cairnryan, dove opera tutt'oggi in coppia con lo Stena Superfast VII.
Il 12 luglio 2017 venne venduto a titolo definitivo alla Stena Line.
Il 12 luglio 2021 scoppiò un incendio nella sala macchine del traghetto, prontamente domato dall'equipaggio.
Il 2 luglio 2023, durante la navigazione verso Cairnryan, un passeggero cadde in mare. Nonostante gli sforzi dei soccorsi, una volta giunto in ospedale è stato dichiarato morto.

## Navi gemelle
- A Nepita
- Stena Superfast VII
- Superfast IX